# Міст (фільм, 1959)
«Міст» (нім. Die Brücke) — кінофільм режисера Бернгарда Віккі, знятий у 1959 році за однойменним романом Манфреда Ґреґора.

## Сюжет
Події фільму відбуваються у маленькому німецькому містечку в останні дні Другої світової війни. Гітлерівська армія зазнає поразки за поразкою, скоро у місті можуть опинитися американські війська. В такій ситуації нацисти йдуть на крайні заходи, поповнюючи свої резерви школярами, узятими прямо із-за парт. Вони закликають і сімох друзів-однокласників, які із захватом сприймають можливість відзначитися. Проте голос розуму підказує начальству, що краще цих молодиків не кидати до м'ясорубки, тому їх залишають охороняти міст, що не має ніякого стратегічного значення. Втім, незабаром так виходить, що вони залишаються останньою перешкодою на шляху американських військ.

## Цікаві факти
- Фільм був знятий в баварському місті Кам. Сам міст був названий на честь Флоріана Гайєра, у 1994 році він був зруйнований і на його місці було зведено новий[1].
- Жоден з танків, що показані у фільмі, не був справжнім. До 1959 року бундесвер лише почав формуватися і ще зовсім не мав танків. Бернгард Віккі вийшов з положення, змонтувавши дерев'яні моделі на автомобільних шасі[1].
- 336-я піхотна дивізія вермахту, в якій за сюжетом служили хлопці, насправді у 1945 році уже не існувала, закінчивши свої дні у травні 1944 року в Севастополі[2].
- У 2008 році німецький кінорежисер Вольфганг Панцер зняв рімейк «Міст».

## В ролях
| Актор / акторка      |   | Роль                |
| -------------------- | - | ------------------- |
| Фолькер Бонет        | • | Ганс Шольтен        |
| Фріц Веппер          | • | Альберт Мутц        |
| Міхаель Гінц         | • | Вальтер Форст       |
| Франк Глаубрехт      | • | Юрген Борхерт       |
| Карл Міхаель Бальцер | • | Карл Хорбер         |
| Фолькер Лехтенбрінк  | • | Клаус Хагер         |
| Гюнтер Гоффманн      | • | Зігі Бернгард       |
| Кордула Трантов      | • | Франциска           |
| Вольфганг Штумпф     | • | Штерн               |
| Едіт Шульце-Веструм  | • | мати Зігі Бернгарда |

## Нагороди і номінації
| Рік  | Нагорода                                  | Категорія                                       | Номінант            | Результат |
| ---- | ----------------------------------------- | ----------------------------------------------- | ------------------- | --------- |
| 1960 | Премія «Золотий глобус»                   | Найкращий іноземний фільм                       |                     | Перемога  |
| 1960 | Премія «Deutscher Filmpreis»              | Найкращий фільм (Challenge Award «Golden Bowl») |                     | Перемога  |
| 1960 | Премія «Deutscher Filmpreis»              | Найкраща режисерська робота                     | Бернгард Віккі      | Перемога  |
| 1960 | Премія «Deutscher Filmpreis»              | Найкраща музика                                 | Ганс-Мартін Маєвскі | Перемога  |
| 1960 | Премія «Deutscher Filmpreis»              | Найкраща акторка другого плану                  | Едіт Шульце-Веструм | Перемога  |
| 1960 | Премія «Deutscher Filmpreis»              | Найкращий молодий актор / акторка               | Кордула Трантов     | Перемога  |
| 1960 | Кінофестиваль в Мар-дель-Плата            | Найкращий фільм                                 | Бернгард Віккі      | Перемога  |
| 1960 | Кінофестиваль в Мар-дель-Плата            | Приз ФІПРЕССІ                                   | Бернгард Віккі      | Перемога  |
| 1960 | Премія «Оскар»                            | Найкращий іноземний фільм                       |                     | Номінація |
| 1961 | Премія Національної ради кінокритиків США | Найкращий іноземний фільм                       |                     | Перемога  |
| 1989 | Премія «Deutscher Filmpreis»              | Спеціальна нагорода на честь 40-річчя ФРН       | Бернгард Віккі      | Перемога  |